# Юдит Бабенберг
Юдит Австрийска Бабенбергска (на немски: Judith von Österreich von Babenberg, на италиански: Jutta, Giuditta di Babenberg; * ок. 1115, † 1168) от род Бабенберги, е съпруга на Вилхелм V, маркграф на Монферат.

## Произход
Тя е дъщеря на херцог Леополд III от Австрия († 1136), маркграф на Австрия от род Бабенберги, и втората му съпруга Агнес от Вайблинген († 1143) от фамилията на Салиите, дъщеря на император Хайнрих IV и Берта Савойска. Юдит е сестра на Хайнрих II Язомиргот i леля на Фридрих I Барбароса.

## Фамилия
Юдит се омъжва през 1133 г. za маркграф Вилхелм V (1100 – 1191) от род Алерамичи. Двамата имат децата:
- Вилхелм Монфератски „Дългия меч“ († 1177), граф на Яфа и Аскалон, женен 1176 г. за принцеса Сибила и става баща на по-късния крал Балдуин V Йерусалимски.
- Конрад († 1192), маркграф на Монферат, 1192 г. крал на Йерусалим
- Бонифаций († 1207), маркграф на Монферат, крал на Солунското кралство (1204 – 1207)
- Фридрих, епископ на Алба
- Рение († 1183), от 1180 г. цезар на Византия, женен 1180 г. за дъщерята на византийския император Мануил I Комнин
- Агнес († 1202), ∞ за граф Гуидо Гуера III Гуиди
- Аласия († 1215), ∞ 1182 за маркграф Манфред II от Салуцо (* 1140, † 1215)
- дъщеря, ∞ за маркграф Алберто Моро от Маласпина